# Christian Lattier
Christian Lattier (Grand Lahou, 25 dicembre 1925 – Abidjan, 23 aprile 1978) è stato uno scultore ivoriano.

## Biografia
Christian Lattier nasce nel 1925 a Grand Lahou in Costa d'Avorio ed è figlio del medico Etienne Lattier che è stato compagno di classe e avversario politico di Félix Houphouët-Boigny. Tra il 1932 e il 1935 frequenta la scuola cattolica d'Abidjan e poi tra il 1935 e il 1945 il collegio Saint-Chamond in Francia.. Prosegue i suoi studi in arte all'Accademia di Belle Arti di Saint-Etienne e in seguito a Parigi. Studia modellato con Niclausse e de Saupic, architettura con Domet-Guth e poi modellato con Yancesse. Dopo gli studi si dedica all'architettura, alla scultura ed al restauro delle cattedrali romaniche francesi.
Nella sua carriera di scultore espone a Parigi, con artisti come Pablo Picasso e Salvador Dalí. Negli anni cinquanta inizia a realizzare le sue opere in corda e filo di ferro, che rappresentano una rilettura divertita dei classici sia dell'arte occidentale che della tradizione africana. Torna ad Abidjan, nel 1962, per insegnare alla Scuola Nazionale di Belle Arti. Nel 1966 è premiato al Festival Mondial des Arts Nègres di Dakar. Muore ad Abidjan nel 1978.

## Opere
Secondo Yacouba Konaté, Christian Lattier è uno scultore profondamente originale che incontra sia il successo che grandi difficoltà nella sua vita. Durante la sua formazione in Francia scopre sia le sue radici africane che il suo strumento di espressione personale e distintivo: la scultura realizzata in corda. Il suo ritorno in Costa d'Avorio coincide con gli anni dell'euforia per l'indipendenza, ma il suo carattere polemico e litigioso gli rendono difficili le relazioni con il establishment culturale nazionale. Nonostante abbia ricevuto il gran premio del Festival mondial des arts nègres del 1966 e abbia esposto in Europa, Nord America e Brasile, la sua carriera in patria, soprattutto durante gli ultimi decenni della sua vita, è segnata da conflitti personali, con le autorità scolastiche dell'Istituto nazionale di arte di Abidjan dove insegnava e con la malattia. Il corpus delle opere di Lattier abbraccia una grande diversità di soggetti e temi. La Panthère (Pantera) è considerata una delle sue sculture più potenti che vince il premio Chenavard Prize in Francia nel 1954 ma che viene rifiutata da tre musei, tra i quali l'Museo dell'IFAN e che sarà per l'artista causa di grande amarezza. Tra le sue più note opere Christ (Cristo) e una serie di maschere. L'opera Interdit d'uriner (È proibito urinare) è un commento alla città di Abidjan che non manca di umorismo.

### Esposizioni e collaborazione opere
Christian Lattier partecipa alla prima Biennale di Parigi nel 1959. Le sue opere sono esposte nel 2001 all'interno della mostra The Short Century: Independence and Liberation Movements in Africa, 1945-1994 curata da Okwui Enwezor; nel 2004 all'interno di un'esposizione individuale della Biennale di Dakar insieme alle opere di Joseph Francis Sumégné e Tapfuma Gutsa e curata da Yacouba Konaté; nel 2006 nell'esposizione BLACK PARIS. Kunst und Geschichte einer schwarzen Diaspora organizzata alla galleria Iwalewa-Haus di Bayreuth.
La sua scultura Les Trois Ages de la Côte d'Ivoire, un'opera di 8 metri di altezza e di 1,5 tonnellate è stata esposta in una sala dell'aeroporto di Abidjan; una delle sale del Palazzo della cultura di Abidjan ha il nome di Galerria Christian Lattier in omaggio al lavoro dell'artista.
Diciannove delle sculture di Lattier sono oggi al Museo nazionale della Costa d'Avorio di Abidjan.